# Doloroza Franko
Doloroza Franko, slovenska redovnica, nabožna pesnica, prevajalka in publicistka, * 14. februar 1898, Solkan, † 27. januar 1976, Ljubljana.

## Življenje in delo
Doloroza Franko, pri krstu Vida Valentina Marija Franko, se je rodila v družini pravnika in politika Alojzija Franka. Mati ji je bila Gabrijela (rojena Doljak). Ljudsko šolo je obiskovala v rojstnem kraju, potem je bila gojenka pri goriških notrdamskih sestrah, šolanje pa nadaljeval na liceju v Ljubljani, kamor se je družina leta 1915 preselila po vstopu Kraljevine Italije v prvo svetovno vojno. Po končanem liceju je poučevala v samostanski šoli v Trnovem  (sedaj Ilirska Bistrica). V karmeličanski red je vstopila leta 1921 na Selu (sedaj Ljubljana-Polje) in opravila 1923 zaobljube. Od leta 1927 do 1941 je bila subopatina, od 1944 do 1948, ko je bil samostan razpuščen, oziroma od 1969, ko je ponovno začel delovati novi Karmel v Mengšu pa opatinja. Frankova je bila v obdobju 1948 do 1969 izven redovne skupnosti. V Mengšu je v tem obdobju z dovoljenjem redovnih in cerkvenih oblasti stregla bolnim sestram in skrbela za samostansko hišo (nekdanje spiritualno domovanje ob samostanu, ki je bil porušen).
Frankova je bila v začetku v redovni skupnosti zakristanka (zakristan je tisti, ki skrbi za oblačila, predmete in red v zakristiji), potem pa se je popolnoma posvetila književnemu delu, vodstvu Karmela ter zaupanih ji sester. Posebnega pomena je bilo njeno delovanje, ker je bil Karmel v času, ko je postala subopatinja, tako rekoč nemški. Frankova je bila tista, ki je v redovni skupnosti začela prevajati redovne predpise in molitve v slovenščino. Z veliko vnemo se je lotila tudi seznanjanja javnosti z zgodovino slovenskih karmeličank, svetnikov karmelskega reda in pripravila za notranje potrebe samostana vrsto razmišljanj, nagovorov itd. za različne prilike. Med njenimi izvirnimi deli so med drugim: Karmelski spomini, Duhovne vaje v pripravi na sv. obljube, Rože sv. Male Terezije, Z Jezusom na Oljski gori. Večja dela pa so njeni prevodi: Sv. Terezija Deteta Jezusa, Povest duše, Duhovna lepota in bogastvo sv. Trojice in drugi. Frankova, ki je bila po materi v sorodstvu s pesnico Pavlino Pajkovo, je tudi sama pisala pesmi.  Kot pesnica je pisala pretežno priložnostno liriko. Tematsko se je gibala med nabožnimi motivi, ki jih je nudil njen duhovni svet karmeličanke. Nekatere njene pesmi je uglasbil Vinko Vodopivec, npr.: Sv. Mati Terezija (1933), Sv. Jožef (1934), Sv. Tereziji Veliki (1935), Sv. Janez od Križa (1935) in druge. Večina njenih pesmi je ostala v rokopisu.